# زمستان (فیلم ۲۰۰۹)
«زمستان» (انگلیسی: Winter (2009 film)) فیلمی در ژانر ترسناک است که در سال ۲۰۰۹ منتشر شد.